# حفل توزيع جوائز الأوسكار الثالث والثمانون
قدم حفل توزيع الجوائز الأكاديمية الثالث والثمانين برعاية أكاديمية فنون وعلوم الصور المتحركة لتكريم أفضل أفلام 2010 وأقيم الحفل على مسرح كوداك في مدينة لوس أنجلوس الأمريكية في 27 فبراير 2011.
قدمت جوائز الأوسكار في 24 فئة مختلفة، وقد بثت هيئة الإذاعة الأمريكية ABC الحفل في الولايات المتحدة. أعلنت الترشيحات للمهرجان في 25 يناير 2011، حيث حاز فيلم خطاب الملك على أكبر نسبة من الترشيحات «12 ترشيحاً»، وحاز فيلم على True Grit على ثاني أكبر نسبة ترشيحات «10 ترشيحات» وفيلمي الشبكة الاجتماعية وانسبشن «8 ترشيحات»، وأصبح فيلم توي ستوري 3 ثالث فيلم متحرك يترشح لجائزة الأوسكار لأفضل فيلم، وحصل أيضاً على «4 ترشيحات» أكاديمية منها جائزة الأوسكار لأفضل فيلم صور متحركة.
قدّم الحفل كل من الممثل جيمس فرانكو والممثلة آن هاثاواي للمرة الأولى في مسيرتهما الفنية.

## الفائزون
جائزة الأوسكار لأفضل فيلم
- خطاب الملك فائز
  - 127 ساعة - داني بويل وكريستيان كولسون
  - ازدراع - كريستوفر نولان وايما ثوماس
  - البجعة السوداء - سكوت فرانكلين ومايك ميدافوي وبريان اوليفر
  - المقاتل - دافيد هوبيرمان وتود ليبرمان ومارك والبرج
  - الأولاد على ما يرام - جاري جيلبرت وجيفري ليفي هينت
  - الشبكة الاجتماعية
  - توي ستوري 3 دارلا اندرسون
  - عزم حقيقي الأخوين كوين وسكوت رودين
  - عظمه الشتاء اليكس ماديجان وان روسيلليني

## روابط خارجية
- حفل توزيع جوائز الأوسكار الثالث والثمانون على موقع IMDb (الإنجليزية)